# Liberdade (distrito de São Paulo)
Liberdade (originalmente denominado Campo da Forca) é um distrito situado na zona central do município de São Paulo. 

### Casa de Portugal

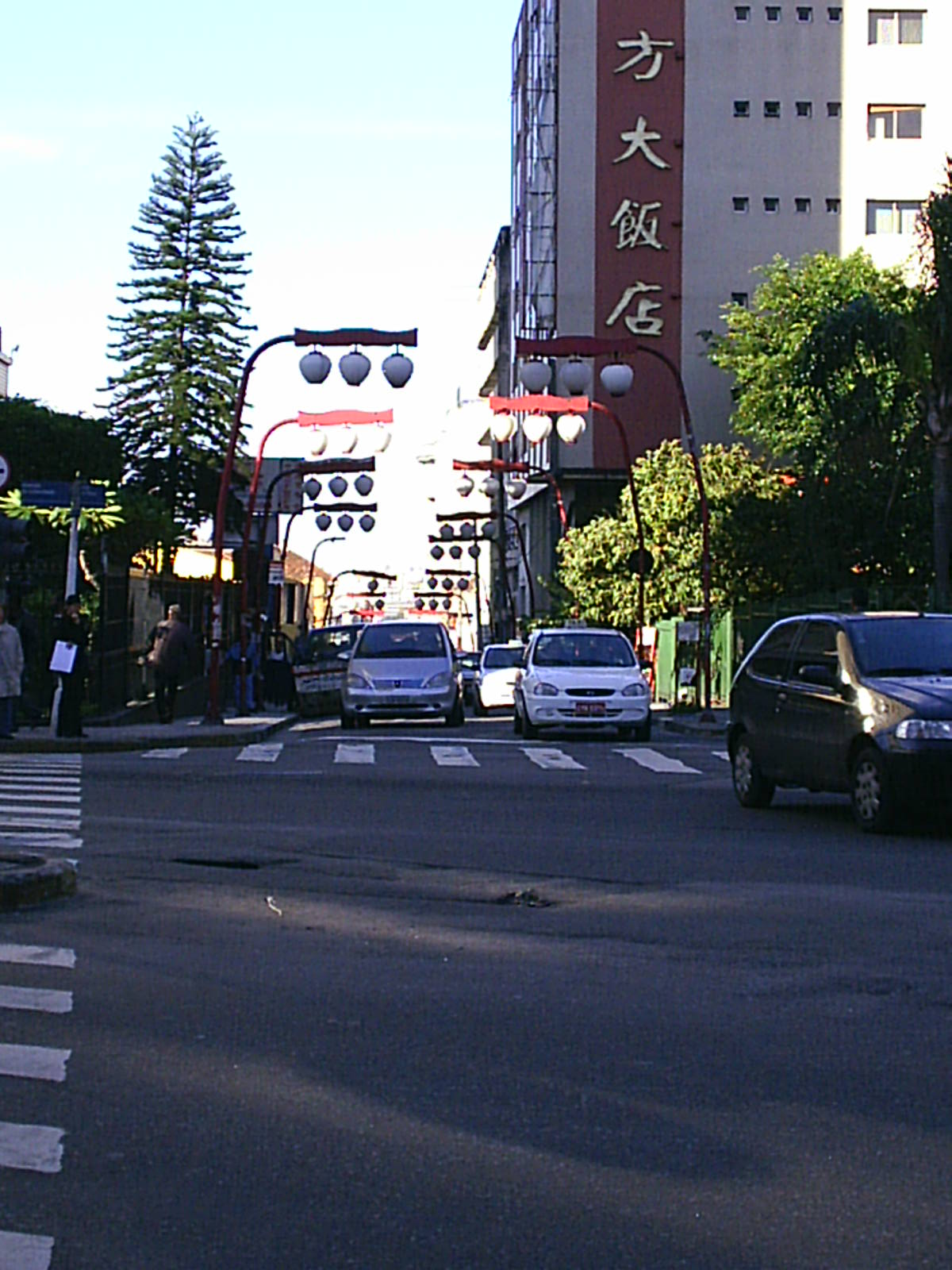
A área do bairro da Liberdade pertencente a este distrito

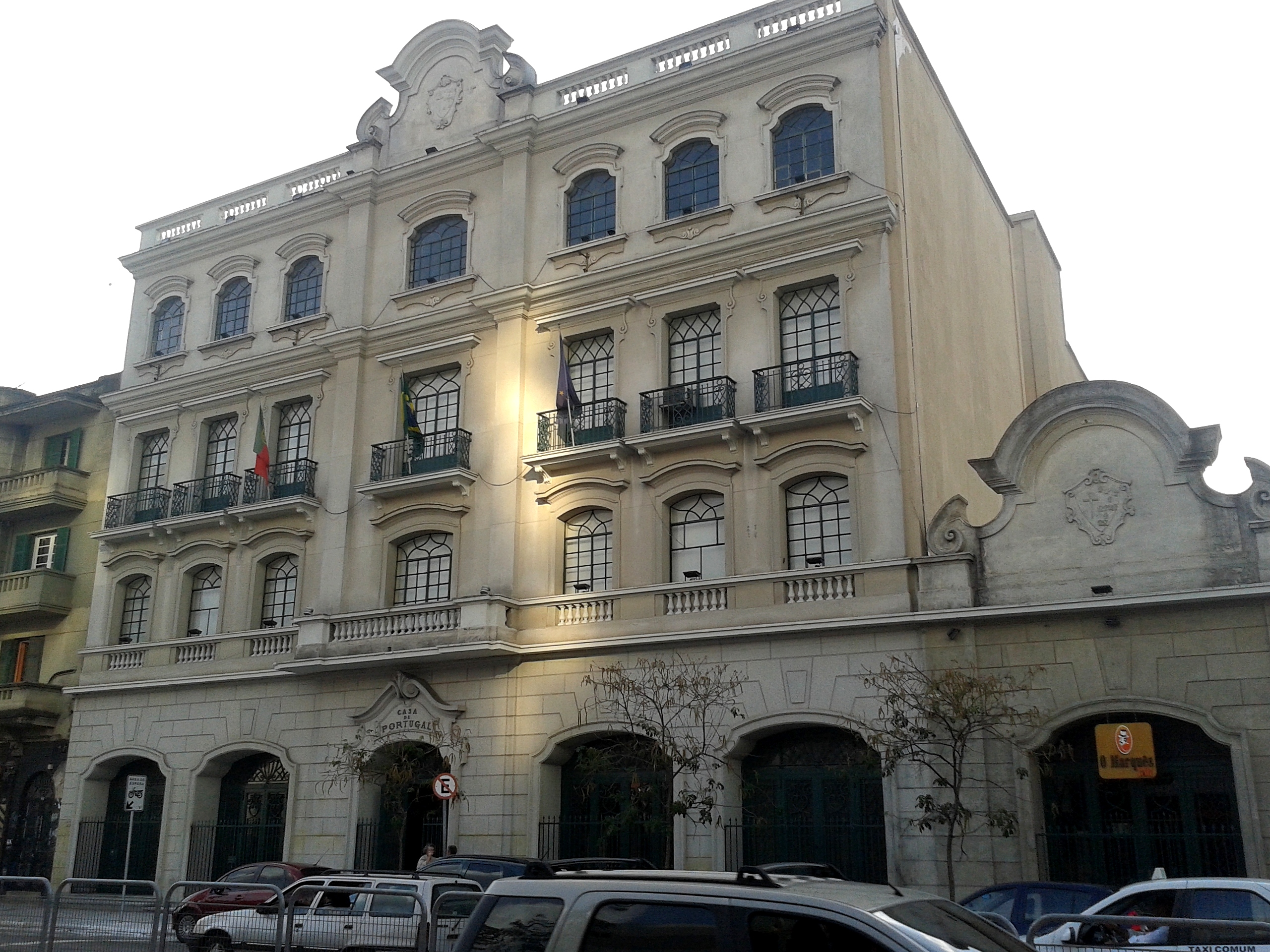
Casa de Portugal de São Paulo

Em suas dependências, encontram-se abrigadas, ainda, outras associações de renome, como o Conselho da Comunidade Luso-Brasileira do Estado de São Paulo, a Câmara Portuguesa do Comércio e a Provedoria da Comunidade Portuguesa: todas elas, unidas à Casa de Portugal na tarefa de engrandecer Portugal junto aos brasileiros.

## Demografia
Evolução demográfica do distrito da Liberdade

## Localização

### Limites
- Norte: Ligação Leste-Oeste.
- Leste: Avenida Prefeito Passos, Praça Nina Rodrigues, Rua Otto de Alencar, Rua Teixeira Mendes, Rua do Lavapés, Rua Francisco Justino Azevedo, Rua Miguel Teles Júnior, Rua Alves Ribeiro, Avenida Lacerda Franco.
- Sul: Rua Coronel Diogo, Rua Batista Caetano, Rua Ximbó, Rua José do Patrocínio, Rua Batista Cepelos, Rua Topázio, Rua do Paraíso, Viaduto do Paraíso.
- Oeste: Avenida Vinte e Três de Maio.

### Distritos limítrofes
- Sé (Norte).
- Cambuci (Leste)
- Vila Mariana (Sul).
- Bela Vista (Oeste).